# Santa Prisca
Santa Prisca ist eine Kirche in Rom. Sie ist eine der ältesten Titelkirchen der Stadt sowie Oratorium der Augustiner-Eremiten und Stationskirche. Bekannt ist sie weniger wegen des Kirchenbaus als solchem, sondern wegen der darunterliegenden Reste antiker römischer Bauten, vor allem des Mithräums.

## Lage
Die Kirche liegt auf dem Aventin-Hügel im XII. römischen Rione, genannt Ripa, etwa 250 m südwestlich des Circus Maximus.

## Geschichte und Baugeschichte
Die Anfänge dieses im 4. oder 5. Jahrhundert über einem Mithrastempel errichteten Kirchenbaus sind nicht bekannt. Das Patrozinium Sancta Prisca wurde erstmals im Jahr 499 in den römischen Synodalakten erwähnt. Um wen es sich bei dieser Heiligen, der Prisca von Rom, handelt, wird in einer erst spät einsetzenden legendären Überlieferung zu erklären versucht; danach soll es drei verschiedene Trägerinnen dieses Namens gegeben haben:
- die römische Märtyrerin Prisca,[2] die im 1. Jahrhundert an der Via Ostiense enthauptet und begraben worden war und deren Gebeine später in die Titelkirche auf dem Aventin übertragen wurden;
- die im Römerbrief des Apostels Paulus (Röm 16,3) genannte Prisca, Frau des Judenchristen Aquila, die an verschiedenen Orten, darunter auch Rom, mit Paulus zusammengearbeitet haben soll;
- die christliche Römerin Priscilla aus der Patrizierfamilie der Acilier, die das Gelände der Priscilla-Katakomben in Rom als christliche Begräbnisstätte zur Verfügung gestellt haben soll und deshalb Namensgeberin dieser Katakomben wurde; diese Theorie wird inzwischen für unwahrscheinlich gehalten.

Nachdem durch das Edikt Kaiser Theodosius’ I. von 391 die christliche Religion bei Verbot aller anderen („heidnischen“) Kulte zur Staatsreligion geworden war, entstand ein Jahrhundert später, um 499, an dieser Stelle die erste Kirche, wobei das aus dem 2. Jahrhundert stammende Mithräum überbaut und teilweise zerstört wurde.
Papst Hadrian I. (772–795) ließ die Kirche erneuern und eine Krypta einbauen. Es war zu dieser Zeit eine dreischiffige Säulenbasilika mit eingezogener Apsis und flach schließenden Seitenschiffen. Die tonnengewölbte Krypta hat einen Grundriss aus drei Armen eines Kreuzes. Nach Zerstörung durch die Normannen (1084) entstand unter Papst Paschalis II. (1099–1118) ein Neubau, der 1455 umgestaltet sowie 1600 und 1660 barockisiert wurde.

## Kirche

### Äußeres
Die schlichte Fassade stammt von Carlo Lambardi aus dem Jahre 1600. Das Portal wird von zwei hochgesockelten Vollsäulen mit Kompositkapitellen flankiert und einem schlichten Dreiecksgiebel gekrönt. Die übrigen Wandflächen sind durch jeweils zwei sich über die gesamte Mauerfläche ziehende breite Pilaster mit ionischen Kapitellen gegliedert. Oberhalb des Architravs erhebt sich ein einfacher Dreiecksgiebel. Architrav, Kapitelle, Portal, Giebel und flankierende Säulen sowie die ovale Rosette und deren Rahmung sind marmorne Fassadenelemente in einer sonst nur aus Ziegelmauerwerk bestehenden Front.

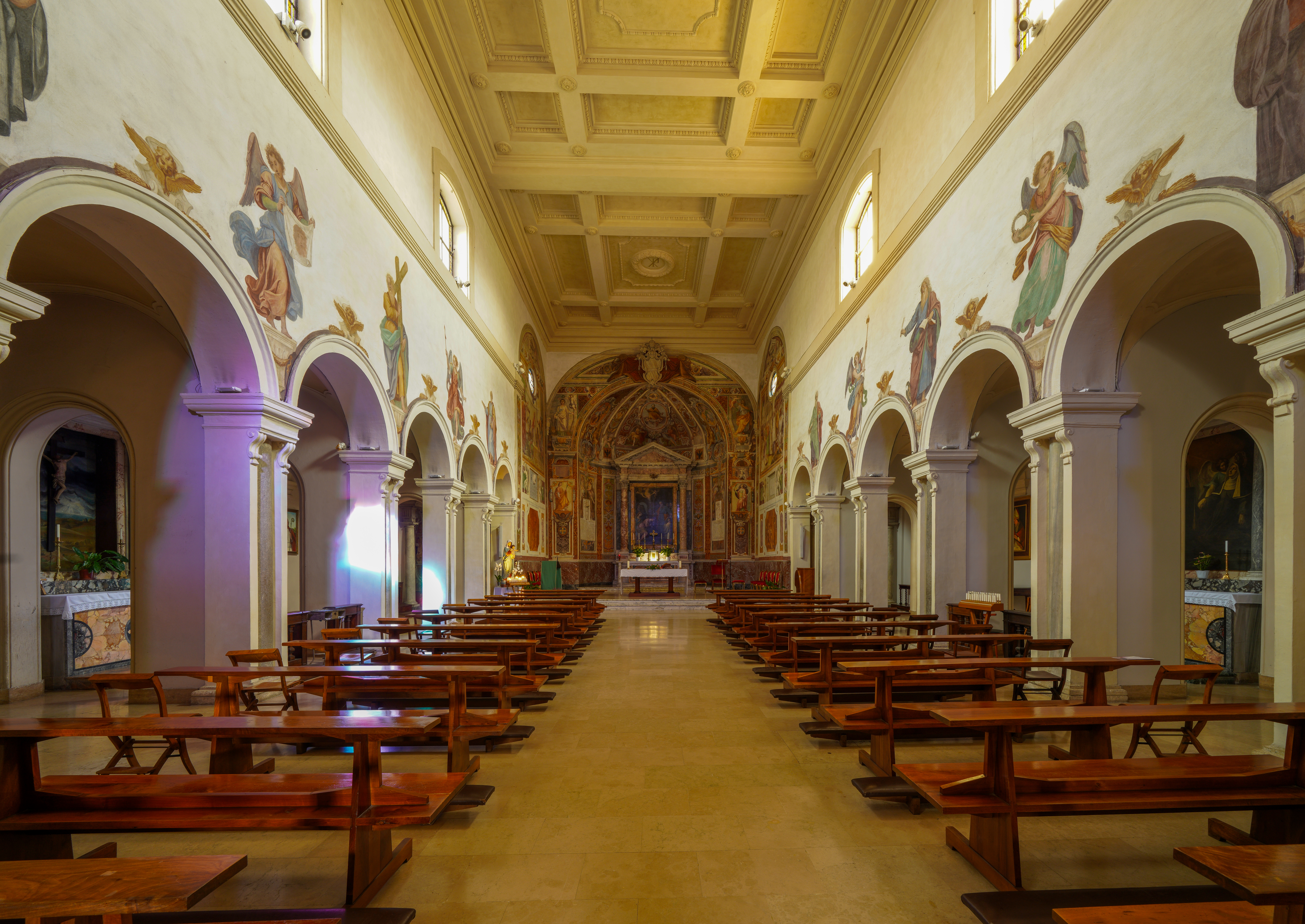
Innenraum nach der Barockisierung

### Inneres

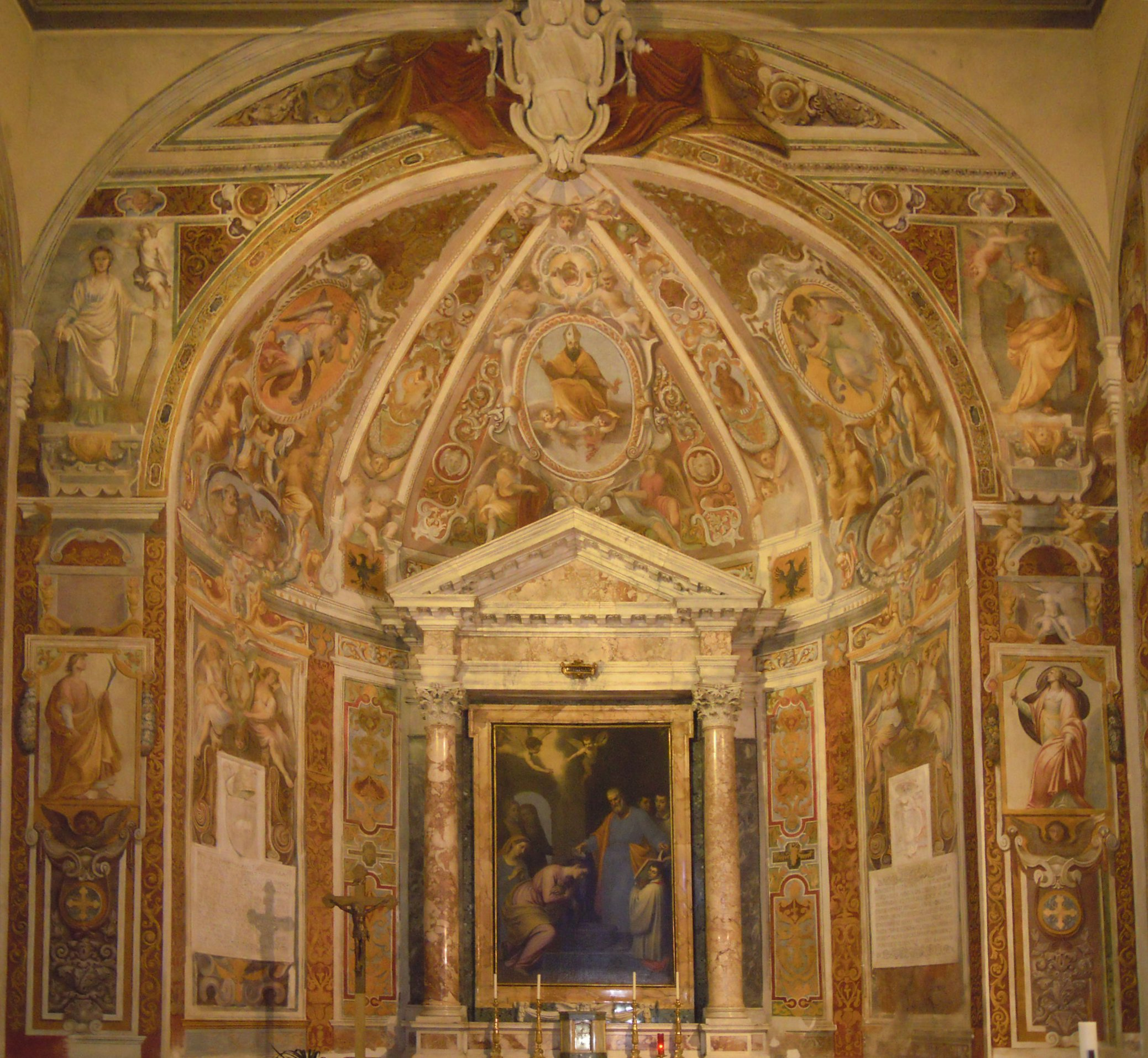
Apsis, um 1600 ausgemalt

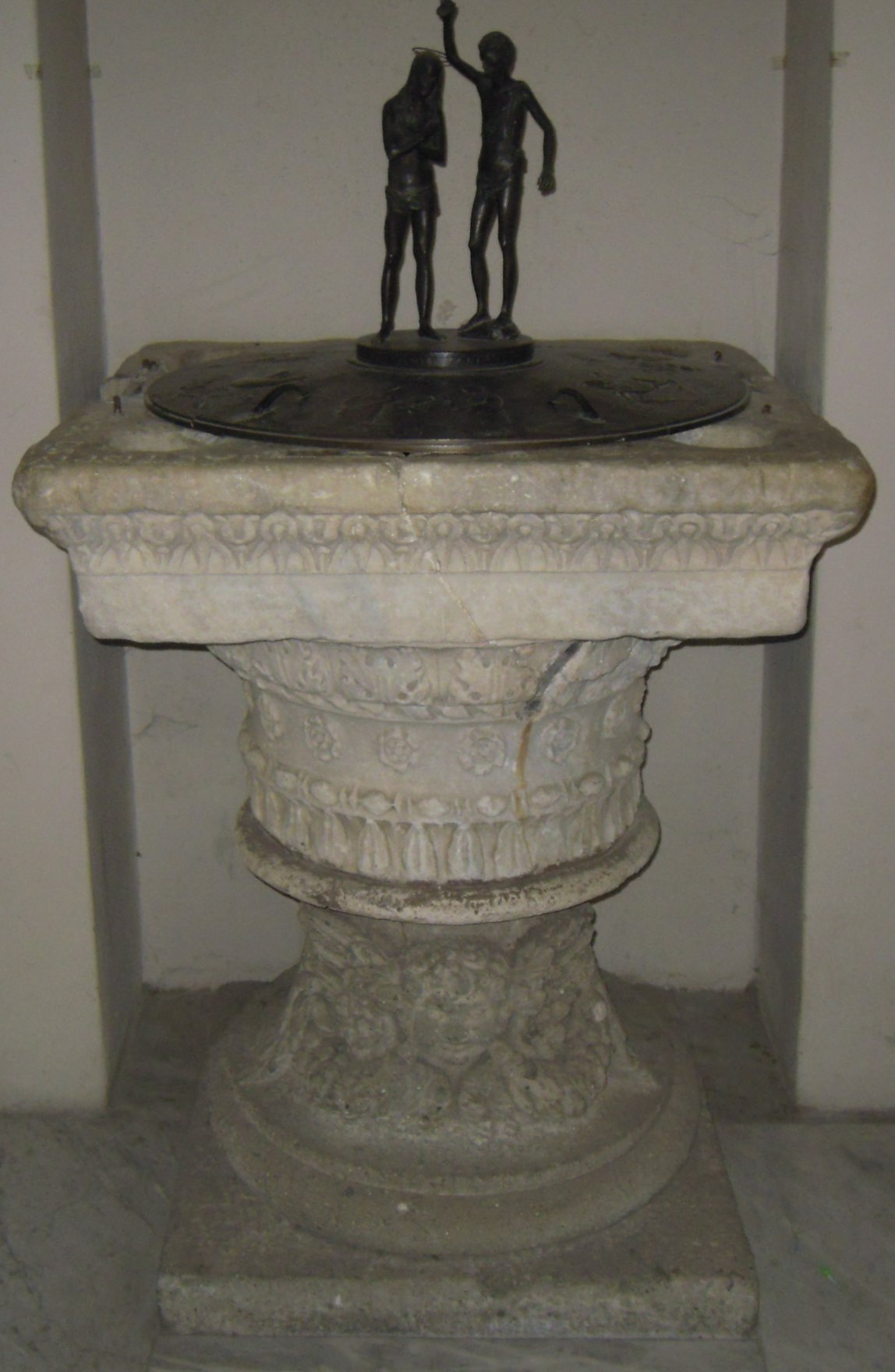
Taufstein aus einem Spolienkapitell gearbeitet

So einfach wie die Fassade ist auch das Innere gehalten. Es handelt sich hier um eine Arkadenbasilika, in deren Pfeiler man 1660 beim Umbau zur barockisierten Kirche die 14 antiken Säulen des ersten Baus integriert hat. Die Apsis wurde um 1600 ausgemalt. In der Taufkapelle am rechten Seitenschiff befindet sich ein Taufstein, der aus einem dorischen Marmorkapitell herausgearbeitet ist.

### Mithräum

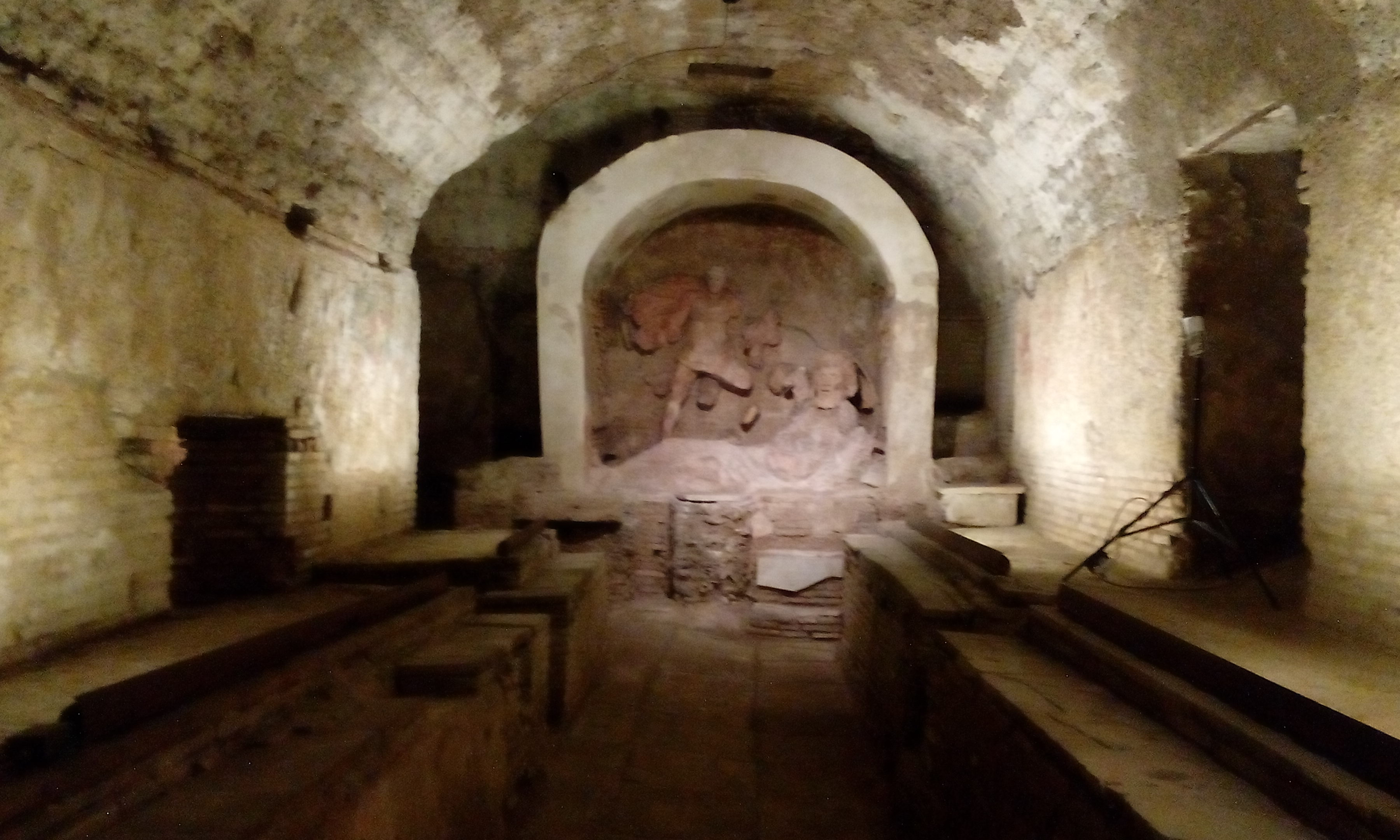
Mithräum

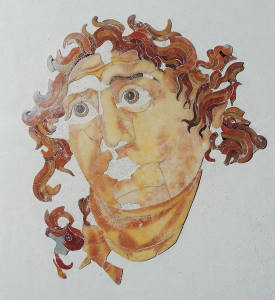
Kopf des Helios aus dem Mithräum, heute im Museo Nazionale Romano

Unter der Kirche befinden sich verschiedenartige seit 1934 ausgegrabene Reste antiker römischer Bauten. Das über das rechte Kirchenseitenschiff zugängliche Mithräum gilt neben dem Mithräum unter San Clemente als eines der besterhaltenen in Rom. Es wurde 1952 bis 1958 von Maarten J. Vermaseren und Carel Claudius van Essen ausgegraben.

#### Geschichte
Der Hof eines ursprünglich etwa um 95 n. Chr. entstandenen Hauses wurde um 110 zu einer Wohnung umgebaut; gleichzeitig wurde im südlich angrenzenden Haus ein Nymphäum mit einer Apsis errichtet. Südlich davon entstand gegen Ende des 2. Jahrhunderts ein zweischiffiges Gebäude, auf dessen Fundamenten die heutige Kirche steht. Zu dieser Zeit wurde wohl in einem östlich gelegenen Saal des 110 umgebauten Hauses das Mithräum eingerichtet. Einer Inschrift in einer großen Nische des Hauptraumes zufolge wurde hier ein Anhänger des Mithraskultes am 21. November 202 n. Chr. „geboren“, d. h. in die Mysterien eingeführt. Demnach muss die Kultstätte spätestens zu diesem Zeitpunkt in Gebrauch gewesen sein.
Ein heutiger Besucher betritt zunächst das Nymphäum, anschließend die Krypta der Kirche, die in Form dreier Arme eines Kreuzes mit einem Tonnengewölbe in die vorhandene römische Bausubstanz eingefügt wurde und deren Wandmalereien dem Frühbarock entstammen. Der Krypta schließt sich das ursprünglich aus Vor- und Hauptraum bestehende Mithräum an, welches später durch Verbreiterung des Durchgangs auf eine Breite von 4,20 Metern und genereller Verlängerung auf 17,50 Meter erweitert wurde. An den Längsseiten des von einem Tonnengewölbe bedeckten Raumes wurden Bänke herausgemeißelt. Die links des Hauptraumes befindlichen Räume wurden möglicherweise für Initiationsriten gebraucht.

#### Malereien
Das Bemerkenswerteste im Hauptraum sind die erhaltenen Wandmalereien oberhalb der Bänke. Zwei Farbschichten thematisch sehr ähnlicher Malereien wurden aufgetragen. Es handelt sich um verschiedene männliche Gestalten, die teilweise nur noch fragmentarisch erhalten sind. Die Dargestellten gehören den sieben verschiedenen Weihegraden des Mithraskultes an. Auf der rechten Seite ist eine Prozession von Mithrasanhängern zu sehen; die Beischriften lauten von links nach rechts:
– Nama [patribus] / ab oriente / ab occidente[m] / tutela Saturni
– [na]ma tute[l]a S[ol]is
– nama b[el]iodrom[i]s / t[utela…]
– [na]ma persis / tutela [mer]curis
– nama l[e]on[i]b[us] / tutela Iovis
– nama militibus / tutela Mart[is]
– nama nym[phis] / tut[ela] …
– [n]a[ma] nymph[i]s / tut[ela Ve]n[eri]s
Die sieben Weihegrade des Mithraskultes waren Corax (Rabe), Nymphus, Miles (Soldat), Leo (Löwe), Perses (Perser), Heliodromus und Pater (Vater), jedem der Grade ist ein Planet zugeordnet.
Anhand des Beispiels „nama l[e]on[i]b[us] / tutela Iovis“ lässt sich die Beischrift nach Filippo Coarelli mit „Ehre den Löwen, die von Jupiter beschützt werden“ übersetzen, wobei das Verehrung oder Ehre bedeutende Wort Nama vermutlich dem Persischen entstammt.
Auf der rechten Seite befinden sich weitere sechs Gestalten. Sie gehören dem Weihegrad des Löwen an und tragen jeweils verschiedene Tiere oder einen Mischkrug. Diese Darstellungen setzen sich auf der linken Seite fort. Am Ende der Prozession ist eine Grotte mit vier Gestalten zu sehen, darunter Mithras und Sol.

#### Sonstige Funde
Am Anfang des Hauptraumes gibt es links und rechts eine Nische, in denen sich Figuren der Mithrasbegleiter Cautes und Cautopates befanden.
In der abschließenden Rundnische ist ein Relief, das Mithras dargestellt, wie er den Stier tötet; davor die liegende Gestalt eines Oceanus/Saturnus.
Sonstige Funde der Ausgrabungen (Plastiken, Gebrauchsgegenstände, Inschriften) befinden sich in einem kleinen, in die unterirdischen Räume integrierten Museum.

## Kardinalpriester
- Liste der Kardinalpriester von Santa Prisca